# Vohburgi Adelheid
Vohburgi Adelheid (1122. – 1190.) I. Frigyes német király, más néven Svábiai Frigyes első felesége. 
III. Diepold vohburgi és nordgaui őrgróf és első felesége, Lengyelországi Adelaida gyermeke. (Egyes források szerint Adelheid édesanyja Diepold második felesége, Beichlingeni Kinga lehetett.)
Valamikor 1147. március 2. előtt, a csehországi Eger városában ment férjhez Svábiai Frigyeshez, II. Frigyes svábiai herceg és Bajorországi Judit fiához. Egy hónappal később, április 6-án meghalt Adelheid apósa, így hitvese lett III. Frigyes néven Svábia uralkodóhercege, az asszony pedig hercegné lett ezáltal. Frigyes szerette volna dicső őse, III. Konrád német király (a Hohenstauf-ház első uralkodója) példáját követni, s minél több területet meghódítani birodalma kiterjesztéséhez. 1152. március 4-én Frigyest német királlyá koronázták, felesége pedig királyné lett.
Ahogy múltak az évek, a frigy valamiért gyermektelen maradt, így Frigyes kérvényezte III. Jenő pápánál házassága érvénytelenítését, hogy új felesége végre örökösökkel ajándékozhassa meg őt. Végül 1153 márciusában Konstanz városában sor került a házasság semmissé nyilvánítására, arra hivatkozva, hogy Frigyes és Adelheid túl közeli vérrokonságban álltak egymással.
Válása után az asszony ismét oltár elé állt, ezúttal Ravensburgi Dietho hitvese lett, aki 1180 körül halhatott meg. (Esküvőjük pontos dátumát sajnos nem ismerjük.) Adelheid 1184-1190 között hunyt el, 62 vagy 68 éves korában. Hogy született-e gyermeke Diethótól, arra vonatkozólag nincsenek megbízható adataink.